# 春瀬みき
春瀬 みき（はるせ みき）は、日本の女性声優。主にアダルトゲームに声をあてている。

## 出演作品

### ゲーム
2001年
- けもの学園（リム）

2002年
- パラダイムシフト〜目醒めの時〜（松岡 美鶴）
- ぽぽたん（小奈美）

2003年
- 木漏れ日の並木道（真崎 楓）
- CANNONBALL〜ネコネコマシン猛レース〜（フォクシィ）
- 戦略娘II（クローディア）
- Magistr Temple（林 檎）
- フラワーズ（三ノ瀬 ななせ）
- 罪囚〜The Sin〜（進藤 真由紀）
- 華夏楼（九条 レナ）
- やらせてっ!ティーチャー（岡本 理子）
- こなたよりかなたまで（クリステル=V=マリー）

2004年
- 乳感ナースっ!（長月 沙弥香）
- 凌姫 〜淫らに響く復讐の輪舞曲〜（ミシェル）
- ENSEMBLE 〜舞降る羽のアンサンブル〜（寺田 桜子）
- へんし〜ん!（南瑚 乃葉）
- 最終痴漢電車 DVD EDITION（川原 絵美）
- 虐襲（フェリア・フェリシアド）
- 木漏れ日の並木道 〜移り変わる季節の中で〜（真崎 楓）
- Yin-Yang! X Change Alternative（桜塚 カオル）

2005年
- へんし〜ん!2（恋水 月、ににこ）

2007年
- 木漏れ日の並木道 パッケージリニューアル版（真崎 楓）
- こなたよりかなたまで パッケージリニューアル版（クリステル＝V＝マリー）